# Dorados de Los Mochis
Dorados de Los Mochis, znany najczęściej jako Dorados – meksykański klub piłkarski z siedzibą w mieście Los Mochis, w stanie Sinaloa. Obecnie gra w Segunda División de México (III szczebel rozgrywek). Domowe mecze rozgrywa na obiekcie Estadio Centenario de Los Mochis, mogącym pomieścić 9 tysięcy widzów.
Drużyna jest filią grającego w drugiej lidze innego meksykańskiego zespołu – Dorados de Sinaloa.